# Cuando lloran los valientes
Cuando lloran los valientes es una película de romance y drama mexicana de 1946, escrita y dirigida por Ismael Rodríguez y protagonizada por Pedro Infante, Blanca Estela Pavón y Virginia Serret.

## Trama
Agapito desea casarse con Cristina pero no es posible ya que Chabela lo acusa de haberla seducido para poder casarse con él. Agapito escapa a las montañas y se vuelve un rebelde que favorece a los más necesitados, lo atrapan y el General lo condena a muerte sin saber que él es su hijo, cuando Cristina llega con la prueba de lo anterior se interpone entre el General y Agapito para salvar a este último de una bala que ella recibe y le causa la muerte, no sin antes haberle confesado a Agapito quién es su padre.

## Reparto
- Pedro Infante - Agapito Treviño
- Blanca Estela Pavón - Cristina
- Virginia Serret - Chabela
- Víctor Manuel Mendoza - Coronel José Luis Archete
- Ramón Vallarino - Edmundo
- Armando Soto La Marina - Cleofas
- Hugo Porras - Pinolillo
- Agustín Izunsa - Tío Laureano
- Mimí Derba - mamá de Cristina
- Antonio R. Frausto - papa de Chabela

## Premios y reconocimientos

### Premio Ariel(1948)
| Categoría                   | Persona               | Resultado |
| --------------------------- | --------------------- | --------- |
| Mejor Actor                 | Pedro Infante         | Nominado  |
| Mejor Actriz                | Blanca Estela Pavón   | Ganadora  |
| Mejor Coactuación Masculina | Víctor Manuel Mendoza | Ganador   |